# Manuel Dorrego
Manuel Críspulo Bernabé Dorrego (Buenos Aires, 11 de junio de 1787 - Navarro, provincia de Buenos Aires, 13 de diciembre de 1828) fue un militar y político argentino que participó en la guerra de independencia y en las guerras civiles argentinas. Se destacó como uno de los principales referentes del naciente federalismo rioplatense y fue gobernador de la Provincia de Buenos Aires en dos oportunidades: en 1820 y entre 1827 y 1828. Fue derrocado por las fuerzas unitarias del general Juan Lavalle, derrotado en la batalla de Navarro y luego fusilado por orden del mismo Lavalle.

## Origen familiar y primeros años
Manuel Dorrego nació el 11 de junio de 1787 en la ciudad de Buenos Aires, capital de la superintendencia de Buenos Aires y al mismo tiempo del Virreinato del Río de la Plata. Era hijo del comerciante portugués José Antonio do Rego da Silva 
 
y María de la Ascensión Salas Díaz, y fue el menor de cinco hermanos. En 1803 ingresó en el Real Colegio de San Carlos, donde compartió lecciones con muchas figuras públicas de los años venideros, como Tomás Guido, Esteban de Luca,  Patricio Lynch y Sebastián Lezica.
En 1810 se encontraba estudiando jurisprudencia en la Real Universidad de San Felipe, en Santiago de Chile, como muchos compatriotas suyos .

## La Revolución en Chile
Fue un representante de los sectores independentistas más exaltados desde los días de la destitución del gobernador García Carrasco, llegando a gritar ¡Junta queremos! durante la asamblea en la que los vecinos de Santiago destituyeron al Gobernador, cuando el ambiente reinante era absolutamente indiferente a la idea de la Independencia de España.
Al abrazar los ideales revolucionarios dejó los estudios de derecho por la carrera de las armas, obteniendo el grado de capitán. Desde joven mostró un temperamento exaltado y díscolo, pero una gran valentía para las acciones bélicas.
Al estallar la Revolución de Mayo, en Buenos Aires, él se encontraba todavía en Chile, donde participó en la represión de la reacción realista de Tomás de Figueroa, y desde donde regresó con refuerzos para la guerra de la Independencia.
Entre febrero y marzo de 1811 Manuel Dorrego atravesó la cordillera de los Andes al menos en cuatro viajes para llevar alrededor de 400 soldados chilenos voluntarios a reforzar las tropas argentinas que iniciaban la guerra revolucionaria, medida solicitada por el gobierno argentino y apoyada por el líder de la Junta de Gobierno en Chile, Juan Martínez de Rozas

## Primera y segunda Campañas al Alto Perú
El coronel Cornelio Saavedra lo sumó al Ejército del Norte, con el grado de mayor, partiendo al Alto Perú. Recibió dos heridas en la Batalla de Amiraya, donde ganó el ascenso a teniente coronel. Tuvo protagonismo además en los combates de Sansana y Nazareno.
El nuevo comandante del Ejército del Norte, general Manuel Belgrano, lo ascendió al grado de coronel. Cabe destacar que llevaría ese grado durante diecisiete años, rechazando toda oferta de ascenso que no estuviera justificada en acciones de guerra.
Participó como jefe de la infantería de reserva en la batalla de Tucumán, el 24 de septiembre de 1812 y en la batalla de Salta, del 20 de febrero de 1813; en esta última fue uno de los primeros jefes en llegar al centro de la ciudad. Pese a que Belgrano le reconocía valor y capacidad, tuvo problemas con él por su indisciplina. Bromista, impulsivo y temperamental, fue arrestado por su comportamiento. El general no lo dejó participar en la segunda expedición auxiliadora al Alto Perú, lo que lo privó de un valiente oficial. Belgrano mismo comentó que no hubiera perdido en Vilcapugio y Ayohúma si hubiera contado con Dorrego.
Volvió a incorporarse al derrotado Ejército del Norte, para apoyar la retirada del mismo al mando de partidas de guerrillas formadas por gauchos, dando inicio a la Guerra Gaucha. Pero su nuevo jefe, José de San Martín, lo sancionó y lo confinó nuevamente por nuevas actitudes de indisciplina -entre ellas por haber faltado el respeto a Belgrano- lo que le valió un retraso en su ascenso militar y no participar tampoco en la tercera campaña al Alto Perú.

## Guerra contra Artigas
En mayo de 1814 Dorrego volvió a Buenos Aires. Allí se puso a las órdenes del general Carlos María de Alvear.
Al iniciarse abiertamente el conflicto entre federales y unitarios, se encontró a las órdenes del Directorio de las Provincias Unidas del Río de la Plata luchando contra el caudillo de la Banda Oriental, José Gervasio Artigas.
Si bien derrotó inicialmente al artiguista Fernando Otorgués en la batalla de Marmarajá, el 14 de octubre de 1814, luego fue derrotado por el entonces lugarteniente de Otorgués, Fructuoso Rivera, en la batalla de Guayabos, del 10 de enero de 1815. Esta batalla tuvo como consecuencia inmediata el completo control de la Banda Oriental por los federales.

## Pensamiento político y exilio
Dorrego regresó a Buenos Aires, en 1815, para contraer matrimonio con Ángela Baudrix. De la unión nacieron dos hijas: Isabel, en 1816, y Angelita en 1821.
Su participación en el conflicto que afectaba a las Provincias Unidas del Río de la Plata, sin embargo, lo hizo ir acercándose al ideario del federalismo, algo hasta ese momento inusitado en Buenos Aires y toda Hispanoamérica, buscando la autonomía de la Provincia de Buenos Aires en igualdad de condiciones que las demás provincias, que durante toda la época hispánica habían pertenecido siempre a un poder central. Sus ideas federales eran un tanto ambiguas.
Dirigió un grupo opositor al Directorio, en el que figuraban también Manuel Moreno, Pedro José Agrelo, Domingo French, Vicente Pazos Kanki, Manuel Vicente Pagola y Feliciano Antonio Chiclana. Además, apoyaba la posición republicana en contra de las pretensiones monárquicas de alguno de los directoriales, que pretendían llamar a un príncipe europeo para coronarlo rey del Río de la Plata. Por otro lado, se opuso a la política del Director Juan Martín de Pueyrredón de acercarse a Portugal para atacar juntos a los federales de la Banda Oriental.
Pueyrredón tuvo dos entrevistas con Dorrego, al término de las cuales ordenó su arresto y destierro. Embarcado en un buque británico, se le dio por destino la isla de Santo Domingo, una colonia española. Poco antes de llegar a destino, el capitán y tripulación del buque decidieron dedicarse a la piratería y liberar a Dorrego; al ser capturado el buque, le costó mucho explicar su posición, pero en definitiva quedó en libertad.
Logró llegar a Baltimore, en los Estados Unidos, donde pronto se le unieron los demás miembros de su partido, expulsados también por Pueyrredón.
Allí conoció el federalismo en acción: leyó los periódicos e incluso editó uno en castellano. Se entrevistó con varios políticos y quedó convencido de su posición republicana y federal.

## Primer gobierno
Regresó a Buenos Aires en abril de 1820, tras enterarse de la caída del Directorio, en medio de la Anarquía del Año XX. Fue rehabilitado en su grado de coronel y recibió el mando de un batallón.
Cuando, ese mismo año, el gobernador de la Provincia de Buenos Aires Miguel Estanislao Soler fue derrotado por Estanislao López en la batalla de Cañada de la Cruz, tomó el control de los ejércitos de la capital y el 29 de junio fue nombrado gobernador interino. Salió a campaña a perseguir a López y sus aliados, José Miguel Carrera y Carlos María de Alvear, a quienes derrotó en San Nicolás de los Arroyos; sus tropas saquearon la villa. Después invadió la provincia de Santa Fe y derrotó a López en Pavón. Pocos días después, fue vencido completamente en la Batalla de Gamonal.
Mientras estaba en campaña, la Sala de Representantes decidió nombrar al gobernador titular; sus amigos presentaron su candidatura, pero el 20 de septiembre la Legislatura nombró en su lugar al general Martín Rodríguez. Desde el frente se retiró a su quinta en San Isidro. En el mes de octubre, tras la revolución de su antiguo aliado Manuel Pagola —en la que no participó— fue deportado a la Banda Oriental.
Debido a la "Ley del Olvido" que sancionó la legislatura provincial en noviembre de 1821, Dorrego —junto con otros exiliados como Alvear, Manuel de Sarratea y Soler— pudo regresar a Buenos Aires. 
Ayudó a aplastar la "Revolución de los Apostólicos", dirigida por Gregorio García de Tagle, a quien logró capturar, pero a quien luego facilitó la huida. Fue un acto de particular generosidad, porque Tagle era el ministro que había firmado su destierro —que en la práctica había equivalido a una condena a muerte— junto a Pueyrredón en 1816.

## El jefe de la oposición

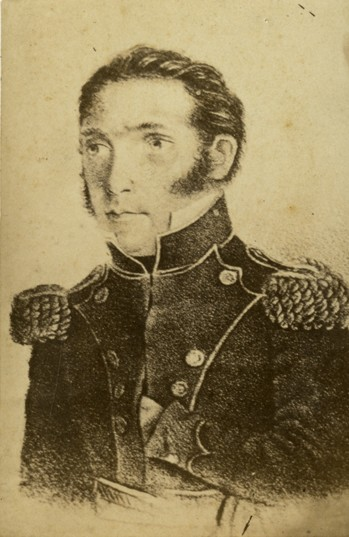
Manuel Dorrego.

En octubre de 1823 se incorporó a la legislatura provincial y se puso al frente de la oposición federal al gobierno de Martín Rodríguez y su ministro Bernardino Rivadavia. A diferencia de los unitarios porteños, encarnaba los intereses de la población de gauchos del campo y de la gente pobre de los barrios de la ciudad. En menor medida, también de los hacendados bonaerenses. Su hermano Luis era socio de Juan Manuel de Rosas. Desde su periódico El Argentino respaldó las ideas federalistas, en oposición al gobierno de Rivadavia.
Hizo una fuerte campaña presionando al gobierno a declarar la guerra al Imperio del Brasil para liberar la Banda Oriental; no tuvo éxito ante la cerrada defensa del partido del gobierno, que incluso lo excluyó de la reelección. Junto con su hermano Luis, apoyaron la campaña libertadora de los Treinta y Tres Orientales.
Se embarcó en un mal negocio de minería que lo obligó a hacer un viaje al Alto Perú; allí fue partícipe de las entrevistas habidas entre el libertador Simón Bolívar, por un lado, y el general Carlos María de Alvear y el doctor José Miguel Díaz Vélez, en representación de las Provincias Unidas del Río de la Plata, por el otro, durante las cuales se logró que el territorio de Tarija se reincorporara a las Provincias Unidas. Se entusiasmó con los planes de Bolívar para crear una Federación Americana, y solicitó su ayuda para expulsar a los portugueses de la Banda Oriental; los términos que utilizó resultan insólitamente aduladores proviniendo de Dorrego, quien siempre había mostrado una actitud independiente.
En su viaje de regreso se puso en contacto con el caudillo santiagueño Juan Felipe Ibarra, quien lo puso en contacto con los federales del interior y lo hizo elegir diputado por la Provincia de Santiago del Estero al Congreso Nacional en 1824. Allí se mostró contrario a la política centralista del presidente Rivadavia, quien había nacionalizado la aduana y el puerto, como así también federalizado la ciudad de Buenos Aires. Al discutirse la Constitución de 1826 debatió sobre la forma de gobierno y el derecho al sufragio.
Desde el periódico "El Tribuno" atacó las medidas centralizadoras de Rivadavia, ganando prestigio en las provincias, en donde se lo consideraba un dirigente federalista de Buenos Aires que buscaba la restitución de la Provincia afectada por la política nacionalizadora de Rivadavia. Influyó con su prédica en la crisis que culminó con la renuncia de Rivadavia a la Presidencia de la Nación. El Partido Unitario —que representaba la clase media ilustrada de la ciudad— lo consideraba un enemigo porque lideraba parte del llamado bajo fondo con los intereses de los estancieros bonaerenses. Por su parte, los ganaderos, es decir las clases media y alta del campo —afectados por la intervención del gobierno nacional en el provincial, y por la pretensión de Rivadavia de dividir la provincia en tres— se apoyaron en Dorrego y abandonaron al presidente.
Cuando se le objetó que el federalismo era imposible dada la pobreza de las provincias, respondió que estas podían ser económica y administrativamente viables si se agruparan en grupos más grandes. Defendió el derecho a voto de los "criados a sueldo, peones jornaleros y soldados de línea", argumentando:

"¿Es posible esto en un país republicano? ¿Es posible que los asalariados sean buenos para lo que es penoso y odioso en la sociedad, pero que no puedan tomar parte en las elecciones?... Yo no concibo cómo pueda tener parte en la sociedad, ni como pueda considerarse miembro de ella a un hombre que, ni en la organización del gobierno ni en las leyes, tiene una intervención..."

Iniciada la Guerra del Brasil, provocada por la decisión de la Provincia Oriental de reincorporarse a las Provincias Unidas del Río de la Plata, los ejércitos argentinos y su escuadra lograron notables triunfos, pero no pudieron obligar a los imperiales a abandonar Montevideo ni a levantar el bloqueo impuesto sobre el Río de la Plata.
Ante la apremiante situación económica y la negativa de la mayor parte de las provincias a someterse a su autoridad, el presidente Rivadavia envió a negociar la paz con el Imperio del Brasil a su ministro Manuel José García. Era una de las personas menos indicadas para esa misión, ya que había sido uno de los rioplatenses que en 1816 había incitado al Rey de Portugal a invadir la Banda Oriental. García firmó la Convención Preliminar de Paz de 1827 sobre la base de la cesión de la provincia al Imperio. La indignación por el tratado estalló en Buenos Aires el mismo día en que se supo la noticia; a pesar de que Rivadavia rechazó de plano el acuerdo, se vio obligado a renunciar.
El Congreso eligió presidente provisional a Vicente López y Planes, encargándole llamar a elecciones para una nueva Sala de Representantes porteña; acto seguido se declaró disuelto.

## Segundo gobierno
En las elecciones de la provincia de Buenos Aires no participó ninguna lista unitaria, de modo que el Partido Federal obtuvo todas las bancas y nombró gobernador provincial a Dorrego; este asumió el cargo en agosto de 1827. En ese momento, que parecía ser el de su absoluto encumbramiento, se le ofreció el grado de general; Dorrego declinó tal honor, explicando que solo lo aceptaría cuando se considerara digno de tal grado, es decir, cuando lo ganara en el campo de batalla.
Su gobierno inició tímidos pasos para dar al país una organización federal. La mayor parte de los gobernadores confiaban en su gestión, y todos ellos delegaron en Dorrego el manejo de las relaciones exteriores y la guerra, algo que algunas provincias habían delegado anteriormente en el gobernador Juan Gregorio de Las Heras, y más tarde volverían hacer con Rosas.
Respecto del "problema del indio" en la frontera, Dorrego sostuvo que:

El interés de asegurar y de extender nuestras fronteras respecto de los indios salvajes es demasiadamente sentido. Los habitantes de la campaña habían sido excitados a concurrir con sus auxilios a formar una nueva línea. No obstante, un proyecto de esta naturaleza estaba consignado al olvido; pasando a la administración actual la tarea de renovarlo, y llevarlo a su perfección. Más entretanto, la repetición y los excesos de la leva, sobre atacar la seguridad personal, y producir una espantosa emigración, había causado tal desorden en los cuerpos de la milicia activa como los causó en la ciudad, que era imposible de mandarles ningún servicio, o contar con seguridad en sus esfuerzos, si la campaña hubiese sufrido una incursión.
Manuel Dorrego. Mensaje del 14 de septiembre de 1827.

Dorrego trató de superar la pesada herencia de la Convención Preliminar de Paz de 1827 firmada por García y repudiada por Rivadavia. Como encargado de las Relaciones Exteriores y de la Guerra, intentó concluir rápidamente la guerra con audaces operaciones. Entre otros proyectos, comisionó al gobernador santafesino Estanislao López la liberación de las Misiones Orientales, desde donde debía atacar a los brasileños en Porto Alegre. Otra de sus iniciativas fue apoyar a un mercenario alemán, Friedrich Bauer, para que abandonara el servicio de Brasil e intentara la creación de la República de Santa Catarina. Dorrego también entró en relación con los principales líderes riograndenses, Bento Gonçalves da Silva y Bento Manuel Ribeiro, promoviendo la República de San Pedro del Río Grande, ya que el sentimiento en contra de la monarquía era creciente e importante en el sur del Brasil. Se llegó a planificar el secuestro del Emperador Pedro I.
Pero la presión de Inglaterra, ejercida directamente por el enviado lord John Ponsonby, representante de los intereses británicos en Buenos Aires, e indirectamente a través del Banco de la Provincia de Buenos Aires, controlado por capitalistas ingleses y sus socios locales, trabaron su accionar. Por otro lado, las acciones directas de naves militares del Reino Unido y del Brasil sobre naves argentinas forzaron a Dorrego a aceptar una paz desventajosa. Ponsonby llegó hasta el punto de amenazar con una intervención militar si no se firmaba la paz con Brasil.
Si bien se mantuvo inflexible sobre la negativa a aceptar lo antes firmado por García, se vio obligado a firmar un nuevo acuerdo de paz con el Brasil, la Convención Preliminar de Paz de 1828, ratificada el 29 de septiembre de 1828, por la que aceptaba la independencia de la provincia en disputa como Estado Oriental del Uruguay. A principios de octubre las tropas argentinas establecidas en Río Grande partían de regreso hacia Buenos Aires, sintiéndose traicionadas por el tratado que Dorrego se había visto obligado a firmar.

## Conspiración y derrocamiento
Dorrego era propenso a ganarse enemigos. La lucha periodística en que se vio enredado desde el comienzo de su gobierno con el partido unitario derrotado llevó los ánimos a un enfrentamiento apenas latente.
La oportunidad que esperaban los unitarios llegó en el momento del regreso del ejército que había combatido contra el Brasil: sus oficiales estaban abiertamente descontentos con el tratado de paz firmado por Dorrego, por el que la Banda Oriental se convertía en un estado independiente de la Argentina. Dorrego estaba indefenso: a la luz del día se tramaba una conspiración para derrocarlo. La plana mayor de los generales, sus excompañeros de exilio, Alvear y Soler, junto con Martín Rodríguez, Juan Lavalle y José María Paz estaban decididos a defenestrar a Dorrego. Cuando le dijeron que el general Lavalle —antiguo compañero de armas en el ejército y a quien Dorrego había recomendado en su momento para un ascenso— iba a intentar derrocarlo, rechazó esa posibilidad.[cita requerida]
El 1 de diciembre, sin embargo, Lavalle se puso al frente de una revolución y lo derrocó; el gobernador abandonó la capital, para hacerse fuerte en el interior de la provincia. Encargó a los generales Balcarce y Guido que resistieran dentro del Fuerte de Buenos Aires, sede del gobierno, pero estos entregaron la fortaleza.
Mientras Dorrego se retiraba al sur de la provincia, los unitarios celebraron una elección, en la que solo participaron ellos, que nombró gobernador a Lavalle. La elección se hizo de viva voz en el atrio de una iglesia, custodiada por el regimiento de Lavalle. La legislatura fue disuelta y los unitarios anunciaron en la prensa que los sirvientes “volverán a la cocina”.
Dorrego huyó hacia el sur de la provincia y le pidió a Juan Manuel de Rosas, comandante de campaña, que lo apoyase. Rosas le aconsejó que fuese a Santa Fe y le solicitase respaldo a Estanislao López, pero Dorrego decidió enfrentar a Lavalle dirigiéndose a Navarro. Imprudentemente, esperó allí a Lavalle y sus hombres, por los que fue fácilmente vencido en la batalla de Navarro. Huyó hacia el norte, buscando la protección de Ángel Pacheco, pero fue arrestado por Bernardino Escribano y Mariano Acha, dos oficiales a los que suponía leales, y entregado a Lavalle.

## Fusilamiento

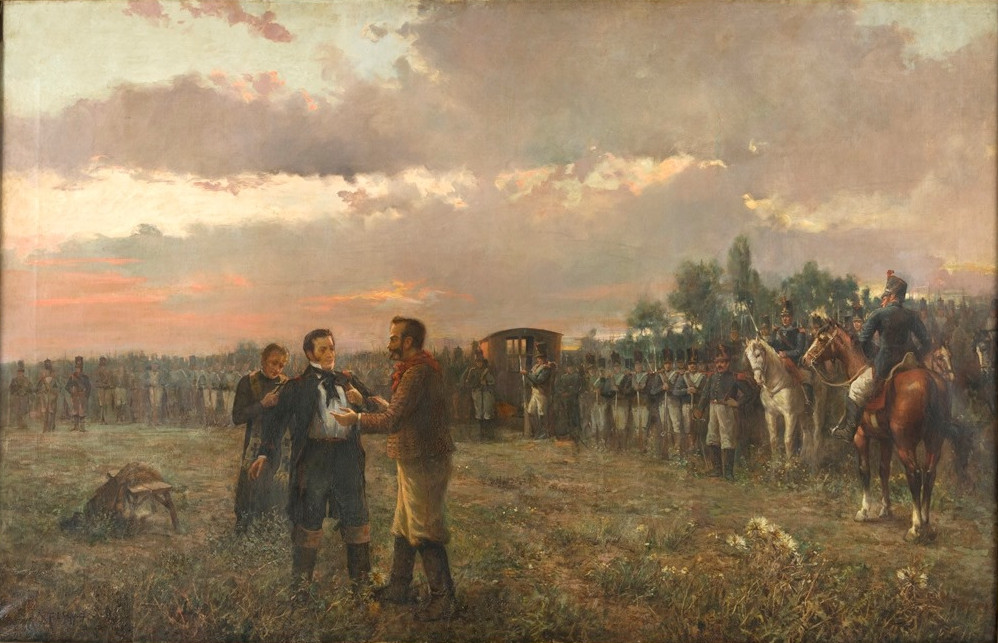
El fusilamiento de Dorrego, asistido por su amigo y compadre Gregorio Aráoz de Lamadrid y un religioso. Pintura de Fausto Eliseo Coppini.

Juan Lavalle se negó a conversar con Manuel Dorrego e inmediatamente ordenó que se lo fusilara por traición, tal como se lo había instigado en la reunión del 30 de noviembre a la que fueron, entre otros, Julián Segundo de Agüero, Salvador María del Carril, los hermanos Florencio y Juan Cruz Varela, Martín Rodríguez, Ignacio Álvarez Thomas y Valentín Alsina. Dorrego, indignado, contestó:

Dígale que el gobernador y capitán general de la provincia de Buenos Aires, el encargado de los negocios generales de la república, queda enterado de la orden del señor general. A un desertor al frente del enemigo, a un enemigo, a un bandido, se le da más término y no se lo condena sin permitirle su defensa ¿Dónde estamos? ¿Quién ha dado esa facultad a un general sublevado? Hágase de mí lo que se quiera, pero cuidado con las consecuencias.

Dorrego fue abandonado por sus partidarios federales y condenado por los unitarios. Los únicos dos dirigentes unitarios que pidieron por su vida fueron el ministro José Miguel Díaz Vélez y el gobernador delegado Guillermo Brown. Si bien no solicitó clemencia, el valiente coronel Gregorio Aráoz de Lamadrid permaneció a su lado hasta momentos antes de su fusilamiento. Aunque no tuvo el valor para verlo morir, le entregó su propia chaqueta militar para su ejecución, y posteriormente entregaría a su viuda Ángela la que Dorrego había usado hasta la víspera, con dos emotivas cartas y algunos recuerdos para ella y sus hijas.
En la carta que escribió a su esposa le expresaba:

Mi querida Angelita: En este momento me intiman que dentro de una hora debo morir. Ignoro por qué; mas la Providencia divina, en la cual confío en este momento crítico, así lo ha querido. Perdono a todos mis enemigos y suplico a mis amigos que no den paso alguno en desagravio de lo recibido por mí. Mi vida: educa a esas amables criaturas. Sé feliz, ya que no lo has podido ser en compañía del desgraciado Manuel Dorrego.

Legó la mayor parte de sus bienes materiales al Estado. Escribió también a Estanislao López, a quien pidió que perdonara a sus perseguidores, para que su muerte no fuera causa de derramamiento de sangre. No obstante, su ejecución inició una larga guerra civil.
Sumaria y extrajudicialmente, Dorrego fue fusilado por orden de Lavalle en un corral, a espaldas de la iglesia del pueblo de Navarro, el 13 de diciembre de 1828. Su cadáver fue enterrado por el religioso Juan José Castañer, que era primo del infortunado condenado y quien le asistió espiritualmente en sus últimos momentos.
Salvador María del Carril, uno de los que había empujado a Lavalle al crimen, sabiendo que el gobernador había sido ejecutado sin ninguna forma de juicio, escribía unos días después al general:

...es conveniente recoja usted un "acta" del consejo verbal que debe haber precedido a la fusilación. Un instrumento de esta clase, redactado con destreza, será un documento histórico muy importante [...] que lo firmen todos los jefes y que aparezca usted confirmándolo […] si para llegar siendo digno de un alma noble, es necesario envolver la impostura con los pasaportes de la verdad, se embrolla; y si es necesario mentir a la posteridad, se miente y se engaña a los vivos y a los muertos.

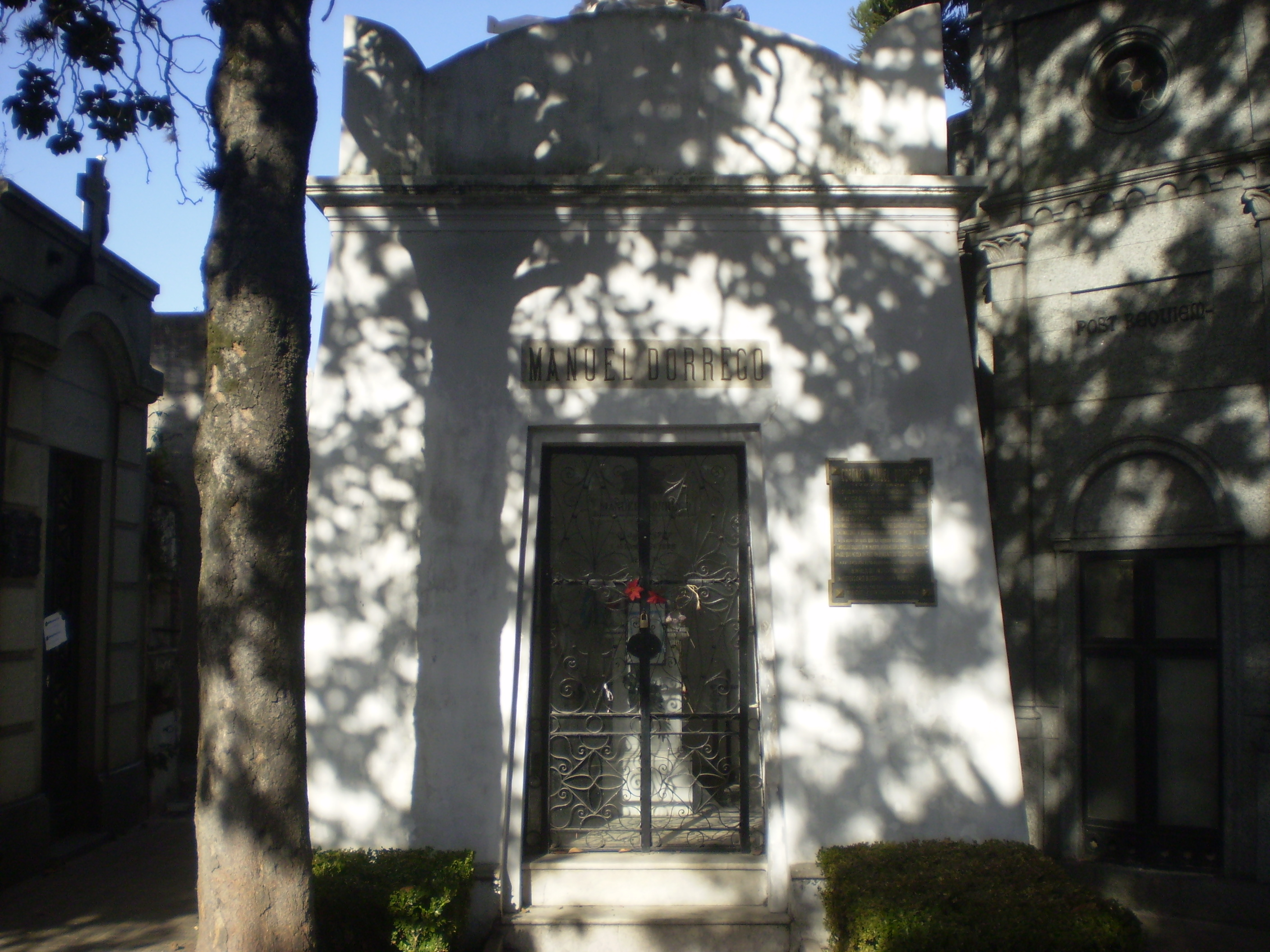
Tumba de Manuel Dorrego en el Cementerio de la Recoleta.

Lavalle, por su parte, asumió solo toda la responsabilidad:

Participo al Gobierno Delegado que el coronel don Manuel Dorrego acaba de ser fusilado por mi orden, al frente de los regimientos que componen esta división.
La Historia, señor ministro, juzgará imparcialmente si el señor Dorrego ha debido o no morir, y si al sacrificarlo a la tranquilidad de un pueblo enlutado por él, puedo haber estado poseído de otro sentimiento que el del bien público.

Quiera el pueblo de Buenos Aires persuadirse que la muerte del coronel Dorrego es el mayor sacrificio que puedo hacer en su obsequio.

Saludo al señor ministro con toda consideración,

Juan Lavalle.
Según el Facundo, de Domingo Faustino Sarmiento.

Al cumplirse el primer aniversario de su fusilamiento, el gobernador Rosas estableció una comisión oficial que se dirigió el 13 de diciembre de 1829 a Navarro, conformada por el doctor Miguel Mariano de Villegas, en carácter de camarista más antiguo, el médico Francisco Cosme Argerich, el escribano mayor de gobierno José Ramón de Basavilbaso, el juez de paz y el cura párroco Juan José Castañer, entre otros, para identificar los despojos en el acto de la exhumación que se practicó, y en el cual se dejó constancia que había indicios ciertos de que luego de la ejecución hubo ensañamiento con el cadáver:

[...] encontraron el cadáver entero, a excepción de la cabeza que estaba separada del cuerpo en parte, y dividida en varios pedazos, con un golpe de fusil al parecer, en el costado izquierdo del pecho [...]
Miguel de Villegas

Respecto de la importancia de este hecho para la historia argentina, años después diría Sarmiento:

...la muerte de Dorrego fue uno de esos hechos fatales, predestinados, que forman el nudo del drama histórico, y que, eliminados, lo dejan incompleto, frío, absurdo.

Por su parte, José Manuel Estrada sostuvo que Dorrego:

Fue un apóstol y no de los que se alzan en medio de la prosperidad y de las garantías, sino apóstol de las tremendas crisis. Pisó la verde campiña convertida en cadalso, enseñando a sus conciudadanos la clemencia y la fraternidad, y dejando a sus sacrificadores el perdón, en un día de verano ardiente como su alma, y sobre el cual la noche comenzaba a echar su velo de tinieblas, como iba a arrojar sobre él la muerte su velo de misterio. Se dejó matar con la dulzura de un niño, él que había tenido dentro del pecho todos los volcanes de la pasión. Supo vivir como los héroes y morir como los mártires.

Los restos mortales de Dorrego descansan en el Cementerio de la Recoleta de la Ciudad de Buenos Aires.

## Época contemporánea
En el programa Algo Habrán Hecho por la Historia Argentina conducido por Felipe Pigna y Mario Pergolini se le dedicó un episodio a los últimos días de gestión y fusilamiento.
En 2007 el periodista y politólogo Hernán Brienza escribió la biografía El Loco Dorrego, el último revolucionario. El libro obtuvo el reconocimiento de la crítica y fue recomendado por la presidenta Cristina Fernández de Kirchner al presidente venezolano Hugo Rafael Chávez Frías.
En 2007 el Ejército Argentino, como homenaje institucional, resolvió imponer el nombre "Coronel Manuel Dorrego" al Regimiento de Infantería Mecanizado 35, unidad táctica con asiento de paz en la guarnición militar de Rospentek, provincia de Santa Cruz.
La secretaría de cultura del Gobierno Argentino, publicó en su página web oficial, con fecha 10 de junio de 2010, un breve artículo sobre Manuel Dorrego titulado "Manuel Dorrego, un líder revolucionario y popular". Donde se plasman referencias explícitas a documentos históricos, y opiniones de historiadores y escritores contemporáneos. Dentro del artículo se rescata  el carácter opositor de Dorrego a la aristocracia porteña:

Manuel Dorrego era un claro opositor del poder de la oligarquía librecambista porteña, cuyo líder era Bernardino Rivadavia, quien se había autoproclamado presidente de las Provincias Unidas del Río de La Plata. Al discutirse la Constitución de 1826, suspendió el derecho a votar de los "criados a sueldo, peones jornaleros y soldados de línea". Dorrego, famoso por su elocuencia, no se quedó callado e interpeló a los diputados.

"He aquí la aristocracia, la más terrible, porque es la aristocracia del dinero (...). Échese la vista sobre nuestro país pobre: véase qué proporción hay entre domésticos, asalariados y jornaleros y las demás clases, y se advertirá quiénes van a tomar parte en las elecciones. Excluyéndose las clases que se expresan en el artículo, es una pequeñísima parte del país, que tal vez no exceda de la vigésima parte (...) ¿Es posible esto en un país republicano?".

En 2014 Gabriel Di Meglio publicó "Manuel Dorrego. Vida y muerte de un líder popular", un ensayo biográfico donde no sólo se relata el acontecer en la vida de este personaje sino que además se construye una perspectiva histórica apropiadamente documentada sobre el quehacer político en las circunstancias de Manuel Dorrego.
En julio de 2015 a iniciativa del Poder Ejecutivo Nacional, el Congreso de la Nación Argentina ascendió post mortem a Manuel Dorrego al rango de general.Cabe destacar que Dorrego no aceptó promoción en el escalafón militar, sino ganada a través de algún hecho militar. De hecho, en su momento (en 1816 y 1820) declinó el rango de general por haber cumplido servicios «hechos contra enemigos hermanos».
En la ciudad de Buenos Aires cuenta con un monumento realizado por el escultor Rogelio Yrurtia en la Plazoleta Suipacha (esquinas de las calles Viamonte y Suipacha).